# Michael Václav Halbax
Michael Václav Halbax, něm. Michael Wenzel Halbax, někdy také uváděn jako Halwachs, Halwax, Halpax, či Holbwox (* 1661 Ebenfurth – 1. srpna 1711, Sankt Florian) byl rakouský a český barokní malíř.

## Život
Michael Václav Halbax pocházel z Dolních Rakous. Vystudoval malířství v dílně významného benátského mistra Johanna Carla Lotha (Carlo Lotti), který byl později dvorním malířem císaře Leopolda I. ve Vídni. Jedno z klíčových Lothových děl ze zámku v Jindřichově Hradci, Vyhnání Adama a Evy z ráje, bylo dlouho připisováno právě Halbaxovi.
V Praze pobýval ve dvou obdobích svého života. Usadil se zde poprvé v letech 1686–1694, a vrátil se 1700–1709, kdy teprve vstoupil do staroměstského malířského cechu. V Praze se seznámil s dílem Karla Škréty a výrazně na něj zapůsobila také velkolepá nástěnná výzdoba hlavního sálu zámku Trója v Praze, provedená bratry Godynovými.
Halbax byl velmi společenský člověk, vystupuje v mnoha zprávách jako svědek či kmotr. Byl například kmotrem syna architekta Kaňky Jana Zikmunda a spolu s Brandlem se přátelsky stýkal se sochařem Reinerem, otcem V. V. Reinera. Halbax, Liška a Brandl jsou uváděni jako učitelé jednoho z největších českých barokních malířů Václava Vavřince Reinera.. Vzájemné ovlivnění tvorby lze zaznamenat u Petra Brandla a Václava Jindřicha Noseckého, se kterými spolupracoval na některých zakázkách. Kromě těchto malířů lze Halbaxův vliv vystopovat také v díle Pozzova žáka Jana Hiebla (výzdoba Klementina, s nímž Halbax jako figuralista navázal vzájemně prospěšnou spolupráci (Hiebel mu maloval architektonické kulisy). Dále bývá Halbaxův vliv spatřován v díle jeho synovce Františka Řehoře Ignáce Ecksteina a syna Noseckého, Siarda Noseckého.
Pobyt v Benátkách umožnil Halbaxovi studovat díla benátských mistrů 16. století a byl důležitý i z důvodů společenských. Mezi jeho spolužáky a přáteli byli například pozdější zakladatel rakouské malířské školy Johann Michael Rottmayr nebo zakladatel vídeňské umělecké Akademie, sochař a malíř Peter Strudel. Z Benátek si Halbax přinesl také zkušenost tvůrčí svobody v malířské škole nesvázané pravidly cechovního systému. Při druhém pobytu v Praze se snažil spolu s architektem Františkem Maxmiliánem Kaňkou a sochařem Františkem Preissem roku 1707 založit uměleckou Akademii. Po odmítnutí návrhu se Halbax roku 1709 natrvalo odstěhoval do Lince v Rakousku. Již během pobytu v Praze pracoval na zakázkách pro augustiniánský klášter v St. Florianu v Horních Rakousích a na sklonku života tam prováděl výzdobu Audienčního sálu, císařských pokojů a kupole tzv. Biskupského pokoje.

## Dílo
Michael Václav Halbax přinesl do Prahy styl benátské barokní malby, která se vyznačovala živou barevností a v návaznosti na dílo Caravaggia také dramatickými světelnými kontrasty a šerosvitem.
Pro jeho malbu jsou příznačné teatrální efekty vytvořené ostrým osvětlením scény a typizovaná gesta postav. Z Lothovy dílny si přinesl charakteristické typy mladých žen a starců a osvědčené ateliérové kompozice, které opakovaně používal.
Je autorem řady oltářních obrazů i nástěnných maleb na několika místech v Čechách, ale jeho hlavní význam spočívá v ovlivnění celé řady barokních malířů, kteří byli jeho přáteli, spolupracovníky nebo následovníky.

### Výběr z díla
- 1694 Svatý Augustin, Sankt Florian
- 1695 Umučení sv. Víta, filiální kostel Rohrbach
- 1695 Křest Kristův, St.Johann am Wimberg
- před 1700 Poprsí apoštola I a II, Královská kanonie premonstrátů na Strahově[5][6]
- 1700 nástěnné malby v jídelně na zámku v Zákupech (spolu s V. J. Noseckým)
- před 1700 Alegorie Pět smyslů (Alegorie čichu, Alegorie hmatu, Alegorie sluchu, Alegorie zraku, Alegorie); Kolowratská obrazárna, zámek Rychnov nad Kněžnou
- kolem 1700 Kimon a Pera, olej na plátně, Národní galerie v Praze
- 1700 Krajkářka, olej na plátně, Národní galerie v Praze
- po 1700 Loutnistka, olej na plátně, Národní galerie v Praze
- 1702 sv. Jana Nepomucký, kostel sv. Jakuba Staršího v Jihlavě
- 1702 nástěnné malby v mariánské kapli, kostel sv. Jakuba Staršího v Jihlavě (spolu s V. J. Noseckým)
- po 1700 Sv. Ludvík udílející almužnu, františkánský kostel v Bechyni
- po 1700 obrazový cyklus Evangelistů a Církevních Otců, Arcibiskupský palác v Praze
- po 1700 nástropní malby zobrazující výjevy sebevraždy královny Didony a truchlící panovnice Artemisie, Šternberský palác v Praze[7]
- 1705 Simeon s Ježíškem, olej na plátně, cisterciácký klášter Vyšší Brod (NG)
- 1706 Umučení sv. Kryšpína a Kryšpiniána, Příbuzenstvo Kristovo, kostel Panny Marie před Týnem, Praha
- 1707 Král David s cytharou, olej na plátně, nástavec oltáře sv. Cecilie, kostel sv. Jakuba v Praze (NG)
- 1707 Svatá Rodina, teatinský kostel na Malé Straně v Praze
- 1708 Sv. Josef s Ježíškem, kostel sv. Jakuba v Praze (dosud připisováno P. Brandlovi)[8]
- 1709 Zavraždění sv. Václava, kostel sv. Jakuba v Praze (dosud připisováno P. Brandlovi)[8]
- 1709 sv. Florián, kostel sv. Jakuba v Praze (později radikálně přemalováno)
- 1709 sv. Cecílie, kruchta v kostele sv. Jakuba v Praze, dnes zámek Vrchotovy Janovice
- 1709 král David, kruchta v kostele sv. Jakuba v Praze, dnes zámek v Duchcově
- 1709 Poslední večeře (dokončeno Petrem Brandlem), zámecká kaple v Rosicích u Chrudimi (dnes v Národní galerii v Praze)
- 1709 Poslední večeře (147x396 cm), původně benediktinský klášter ve Svatém Janu pod Skalou, později farní kostel sv. Václava v Bosni u Mnichova Hradiště - odcizeno 1994
- kolem 1710, sv. Jan Nepomucký, kostel v Polné